# Карл Коске
Карл Коске (нім. Karl Koske; 27 червня 1889, Сараєво — 8 квітня 1945, Відень) — австро-угорський, австрійський і німецький офіцер, генерал-майор вермахту. Кавалер Лицарського хреста Залізного хреста.

## Біографія
Учасник Першої світової війни, після завершення якої продовжив службу в австрійській армії. Після аншлюсу автоматично перейшов у вермахт. З 1 жовтня 1943 по 1 березня 1944 року — командир 212-ї піхотної дивізії. Відзначився у боях під Лугою. Помер від поранень, отриманих під час авіанальоту.

## Звання
- Фенріх резерву (1 січня 1912)
- Лейтенант резерву (1 січня 1914)
- Оберлейтенант резерву (1 листопада 1915)
- Оберлейтенант (1 січня 1917)
- Гауптман (1 травня 1918)
- Штабсгауптман (1 березня 1923)
- Майор (27 вересня 1927)
- Оберстлейтенант (15 січня 1935)
- Оберст (1 грудня 1940)
- Генерал-майор (1 січня 1944)

## Нагороди
- Бронзова і срібна медаль «За військові заслуги» (Австро-Угорщина) з мечами
- Хрест «За військові заслуги» (Австро-Угорщина) 3-го класу з військовою відзнакою і мечами
- Орден Залізної Корони 3-го класу з військовою відзнакою і мечами
- Військовий Хрест Карла
- Медаль «За поранення» (Австро-Угорщина) для інвалідів
- Пам'ятна військова медаль (Австрія) з мечами
- Почесний знак  «За заслуги перед Австрійською Республікою», золотий знак
- Почесний хрест ветерана війни з мечами
- Медаль «За вислугу років у Вермахті» 4-го, 3-го, 2-го і 1-го класу (25 років)
- Нагрудний знак «За поранення» в чорному
- Залізний хрест 2-го і 1-го класу
- Німецький хрест в золоті (25 квітня 1942)
- Медаль «За зимову кампанію на Сході 1941/42»
- Лицарський хрест Залізного хреста (15 березня 1944)